# Shimura Fukumi

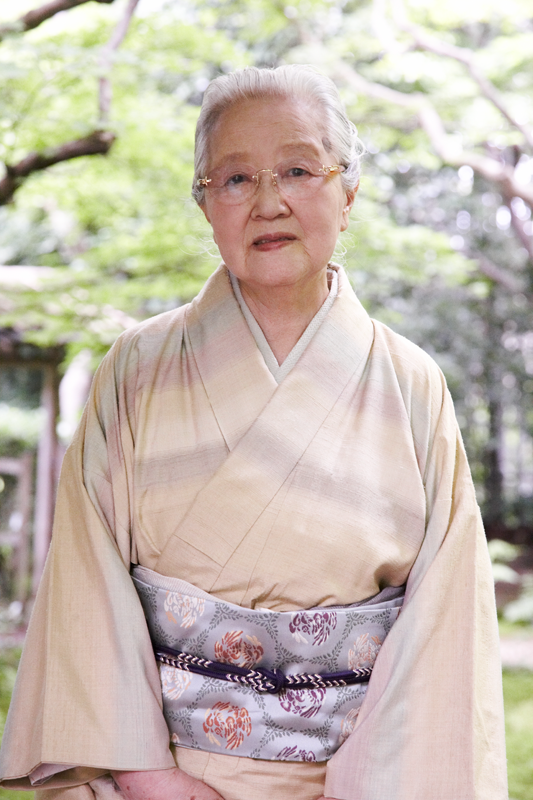
Porträt von Fukumi Shimura

Shimura Fukumi (japanisch 志村 ふくみ; * 30. September 1924 in Ōmihachiman, Präfektur Shiga) ist eine japanische Färberin, Weberin von Japanseide und Autorin von Zuihitsu. Sie wurde 1990 als Lebender Nationalschatz für das Wichtige immaterielle Kulturgut „Färben und Herstellen von Japanseide“ deklariert.

## Leben
Fukumi Shimura studierte an der Privatschule Bunka Gakuin, die sie 1942 abschloss. Durch ihre Mutter, die von dem in der Volkskunstbewegung aktiven Sōetsu Yanagi angetan war, begann sie sich mit der Weberei zu befassen. In der Folge erlernte sie das Weben und Färben von Japanseide bei ihren Lehrern Tatsuaki Kuroda, Kenkichi Tomimoto und Toshijirō Inagaki. 1957 präsentierte sie erstmals ihre Arbeiten bei der alljährlichen Ausstellung der Japanischen Gesellschaft für Kunsthandwerk.
Neben ihrer kunsthandwerklichen Arbeit ist Fukumi Shimura auch für ihre schriftstellerische Tätigkeit bekannt. So wurde sie 1983 mit dem Osaragi-Jirō-Preis für ihren Essays (zuihitsu) Isshiku isshō (一色一生) ausgezeichnet. 1986 erhielt sie die Ehrenmedaille am violetten Band. Fukumi Shimura wurde am 25. April 1990 für das Weben von Japanseide zum Lebenden Nationalschatz und 1993 zur Person mit besonderen kulturellen Verdiensten ernannt. 2014 erhielt sie den Kyōto-Preis. 2015 wurde sie mit dem Kulturorden geehrt.
Heute betreibt sie mit ihrer Tochter Yōko in Sagano im Stadtbezirk Ukyō, Kyōto das Atelier „Ars Shimura“ und die „Gallery Fukumi Shimura“.